# Leptomastidea pondo
Leptomastidea pondo is een vliesvleugelig insect uit de familie Encyrtidae. De wetenschappelijke naam is voor het eerst geldig gepubliceerd in 2001 door Prinsloo.